# Action Data Group
Action Data Group LLC — консалтингова та дослідницька компанія США, український офіс якої розташовано у Дніпропетровську (Україна). Основна діяльність компанії — маркетингові дослідження та бізнес-консалтинг.

## Розташування
Український офіс компанії знаходиться у Дніпропетровську. Ресурси Action Data Group присутні також в Росії, Казахстані, Узбекистані та Прибалтійському регіоні.

## Послуги
Орієнтуючись з виключно лише на ринки колишнього СРСР, дослідники та консультанти Action Data Group пропонують такі послуги:
- базові дослідження ринку
- корпоративні дослідження
- конкурентний аналіз;
- глибинні дослідження (due diligence);
- HR консалтинг;
- роздрібний аудит
- фокус-групи
- таємний покупець
- трудові ресурси.

## Основні клієнти
Основними клієнтами компанії Action Data Group є:
- іноземні компанії та представництва та вітчизняні фірми, що просувають нові товари та послуги;
- фірми, що зростають та швидко розвиваються;
- організації, що розширюють штат співробітників;
- фінансові заклади;
- громадські організації;
- іноземні компанії, які планують вийти на ринок України або країн СНД;
- інші підприємства та заклади всіх форм власності.

## Сектори
Action Data Group виконувала дослідницькі та консультаційні проекти в таких секторах:
- сільське господарство;
- ТНС, харчові продукти;
- хімічні товари та послуги;
- транспорт, разом з автомобільною промисловістю;
- природоохоронні технології;
- банківська справа;
- ринки трудових ресурсів;
- телекомунікації;
- засоби масової інформації;
- будівництво;
- роздрібні мережі;
- гурт та дистрибуція;
- логістика.

## Рейтинг
За даними, опублікованими Українською Асоціацією Маркетингу у травні 2008 року, компанія Action Data Group потрапила до П'ятірки у рейтингу якості та прозорості маркетингових дослідницьких агенцій України

## Членство
Компанія є членом ESOMAR (Всесвітньої Асоціації Професіоналів-Дослідників Громадської Думки та Ринку), AMA (American Marketing Association), Американської Торгової Палати, Української Асоціації Маркетингу